# Thysanotus pseudojunceus
Thysanotus pseudojunceus är en sparrisväxtart som beskrevs av Norman Henry Brittan. Thysanotus pseudojunceus ingår i släktet Thysanotus och familjen sparrisväxter. Inga underarter finns listade i Catalogue of Life.